# Huacapan
Huacapan är en ort i Mexiko.   Den ligger i kommunen Atzacan och delstaten Veracruz, i den sydöstra delen av landet, 220 km öster om huvudstaden Mexico City. Huacapan ligger 1 273 meter över havet och antalet invånare är 354.
Terrängen runt Huacapan är lite bergig. Runt Huacapan är det mycket tätbefolkat, med 1 361 invånare per kvadratkilometer. Närmaste större samhälle är Córdoba, 16,2 km öster om Huacapan. Trakten runt Huacapan består till största delen av jordbruksmark.